# Piero
Piero ist ein männlicher Vorname.

## Herkunft und Bedeutung
Piero ist eine italienische Form des männlichen Vornamens Peter. Eine Variante des Namens ist Pietro. Als Familienname tritt Piero in zusammengesetzten Schreibweisen auf.

## Namensträger

### Mittelalter und Frühe Neuzeit
- Albizzo di Piero (~1380–1418+), italienischer Bildhauer
- Piero della Francesca (* um 1420, † 1492; eigentlich Pietro di Benedetto dei Franceschi, auch Pietro Borghese), italienischer Maler der Frührenaissance, Kunsttheoretiker und Mathematiker
- Piero del Pollaiuolo (eigentlich Piero di Jacopo d’Antonio Benci; 1443–1496), italienischer Maler und wahrscheinlich auch Bildhauer und Goldschmied.
- Piero di Cosimo de’ Medici (1416–1469), auch Piero il Gottoso („der Gichtige“), 1464–1469 Oberhaupt der Familie Medici
- Piero di Lorenzo de’ Medici (1472–1503), ältester Sohn von Lorenzo il Magnifico, von 1492 bis 1494 Oberhaupt der Familie Medici
- Piero Vettori (lateinisch Victorius; 1499–1585), italienischer Humanist und Philosoph

### Moderne
- Piero Bellugi (1924–2012), italienischer Dirigent
- Piero Bianconi (1899–1984) – Schweizer Schriftsteller, Übersetzer, Dozent und Kunsthistoriker
- Piero Bordin (1947–2021), italienischer Künstler
- Piero Cappuccilli (1929–2005), italienischer Opernsänger (Bariton) und Gesangspädagoge
- Piero Carini (1921–1957), italienischer Automobilrennfahrer
- Piero Ceccarini (* 1953), italienischer Fußballschiedsrichter
- Piero D’Inzeo (1923–2014), italienischer Springreiter
- Piero Dusio (1899–1975), italienischer Fußballspieler, -funktionär, Automobilrennfahrer und Geschäftsmann
- Piero Esteriore (* 1977), italienischer Musiker und Entertainer aus der Schweiz
- Piero Ferrari (* 1945), italienischer Unternehmer und Industrieller
- Piero Gerlini (1925–1999), italienischer Schauspieler
- Piero Gobetti (1901–1926), italienischer Publizist und Politiker
- Piero Gros (* 1954), ehemaliger italienischer Skirennläufer
- Piero Heliczer (1937–1993), italo-amerikanischer Autor, Schauspieler und Filmemacher
- Piero Hincapié (* 2002), ecuadorianischer Fußballspieler
- Piero Lulli (1923–1991), italienischer Schauspieler
- Piero Marchesi (* 1981), Schweizer Politiker
- Piero Maza (* 1984), chilenischer Fußballschiedsrichter
- Piero Nappi (* 1955), italienischer Automobilrennfahrer
- Piero Operto (1926–1949), italienischer Fußballspieler
- Piero Pellegrini (1901–1959), Schweizer Journalist, Politiker, Tessiner Grossrat und Staatsrat
- Piero Piccioni (1921–2004), italienischer Filmkomponist und Anwalt
- Piero Poli (* 1960), ehemaliger italienischer Ruderer
- Piero Portalupi (1913–1971), italienischer Kameramann
- Piero Puricelli (1883–1951) – italienischer Tiefbauingenieur und Senator des Königreichs
- Piero Scotti (1909–1976), italienischer Automobilrennfahrer
- Piero Sacerdoti (1905–1966), italienischer Jurist und Hochschullehrer für Arbeitsrecht
- Piero Scanziani (1908–2003), Schweizer Journalist und Schriftsteller
- Piero Sicoli (* 1954), italienischer Amateurastronom und Asteroidenentdecker
- Piero Taruffi (1906–1988), italienischer Konstrukteur, Formel-1-, Sportwagen- und Motorradrennfahrer
- Piero Umiliani (1926–2001), italienischer Filmmusikkomponist
- Piero Villaggio (1932–2014), italienischer Ingenieurwissenschaftler und Mathematiker.

### Familienname
- Alessandro Del Piero (* 1974), italienischer Fußballspieler
- Cosy Pièro (1937–2023), deutsche Bildhauerin